# Hyperolius bocagei
Hyperolius bocagei är en groddjursart som beskrevs av Franz Steindachner 1867. Hyperolius bocagei ingår i släktet Hyperolius och familjen gräsgrodor. Inga underarter finns listade i Catalogue of Life.